# Luigi di Guisa (1575-1621)
Luigi di Guisa, noto come Luigi III cardinale di Guisa (Parigi, 22 gennaio 1575 – Saintes, 21 giugno 1621), era il terzo figlio di Enrico, duca di Guisa e di Caterina di Clèves.

## Biografia
La sua carica ecclesiastica era solamente una sinecura: mai ordinato sacerdote, condusse una vita dissoluta.
Divenne Arcivescovo di Reims nel mese di gennaio del 1605, ma non fu mai consacrato, e ricevette l'investitura a cardinale il 2 dicembre 1615 da Papa Paolo V, ma non gli fu mai assegnato un titolo né ricevette la berretta rossa.
Nel 1612 divenne abate commendatario dell'Abbazia di Cluny.
Tramite dispensa dello stesso Paolo V sposò Carlotta di Essart, mademoiselle de La Haye nel 1611, dalla quale ebbe cinque figli:
- Carlo Luigi, abate di Chaalis, vescovo di Condom
- Achille (1615 - 1648, Heraklion), Principe di Guisa, conte di Romorantin, caduto nell'assedio di Candia; sposò Anna Maria di Salm-Dhaun da cui ebbe discendenza.
- Carlotta, badessa di San Pietro a Lione
- Enrico (morto appena nato)
- Luisa, che sposò il 24 ottobre 1639 Claudio Pot, signore di Rhodes

Perse i favori di Luigi XIII di Francia, che lo fece incarcerare nella Bastiglia nel 1620; l'anno seguente si unì alla campagna reale in Poitou, dove si ammalò e morì.

## Ascendenza
|                       |                           |                             | Genitori                       |  |  | Nonni |  |  | Bisnonni           |  |  | Trisnonni           |  |
|                       |                           |                             |                                |  |  |       |  |  | Claudio I di Guisa |  |  | Renato II di Lorena |  |
|                       |                           |                             |                                |  |  |       |  |  | Claudio I di Guisa |  |  | Renato II di Lorena |  |
|                       |                           | Filippina di Gheldria       |                                |  |  |       |  |  | Claudio I di Guisa |  |  |                     |  |
| Francesco I di Guisa  |                           |                             |                                |  |  |       |  |  | Claudio I di Guisa |  |  |                     |  |
|                       |                           | Antonia di Borbone-Vendôme  | Francesco I di Borbone-Vendôme |  |  |       |  |  |                    |  |  |                     |  |
|                       |                           | Antonia di Borbone-Vendôme  | Francesco I di Borbone-Vendôme |  |  |       |  |  |                    |  |  |                     |  |
|                       |                           | Antonia di Borbone-Vendôme  | Maria di Lussemburgo-Saint-Pol |  |  |       |  |  |                    |  |  |                     |  |
| Enrico di Guisa       |                           | Antonia di Borbone-Vendôme  |                                |  |  |       |  |  |                    |  |  |                     |  |
|                       |                           | Ercole II d'Este            | Alfonso I d'Este               |  |  |       |  |  |                    |  |  |                     |  |
|                       |                           | Ercole II d'Este            | Alfonso I d'Este               |  |  |       |  |  |                    |  |  |                     |  |
|                       |                           | Ercole II d'Este            | Lucrezia Borgia                |  |  |       |  |  |                    |  |  |                     |  |
| Anna d'Este           |                           | Ercole II d'Este            |                                |  |  |       |  |  |                    |  |  |                     |  |
|                       |                           | Renata di Francia           | Luigi XII di Francia           |  |  |       |  |  |                    |  |  |                     |  |
|                       |                           | Renata di Francia           | Luigi XII di Francia           |  |  |       |  |  |                    |  |  |                     |  |
|                       |                           | Renata di Francia           | Anna di Bretagna               |  |  |       |  |  |                    |  |  |                     |  |
| Luigi di Guisa        |                           | Renata di Francia           |                                |  |  |       |  |  |                    |  |  |                     |  |
|                       | Carlo II di Cleves Nevers | Engilberto di Nevers        |                                |  |  |       |  |  |                    |  |  |                     |  |
|                       | Carlo II di Cleves Nevers | Engilberto di Nevers        |                                |  |  |       |  |  |                    |  |  |                     |  |
|                       | Carlo II di Cleves Nevers | Carlotta di Borbone-Vendôme |                                |  |  |       |  |  |                    |  |  |                     |  |
| Francesco I di Nevers | Carlo II di Cleves Nevers |                             |                                |  |  |       |  |  |                    |  |  |                     |  |
|                       |                           | Maria di Albret             | Giovanni d'Albret-Orval        |  |  |       |  |  |                    |  |  |                     |  |
|                       |                           | Maria di Albret             | Giovanni d'Albret-Orval        |  |  |       |  |  |                    |  |  |                     |  |
|                       |                           | Maria di Albret             | Carlotta di Rethel             |  |  |       |  |  |                    |  |  |                     |  |
| Caterina di Clèves    |                           | Maria di Albret             |                                |  |  |       |  |  |                    |  |  |                     |  |
|                       |                           | Carlo IV di Borbone-Vendôme | Francesco I di Borbone-Vendôme |  |  |       |  |  |                    |  |  |                     |  |
|                       |                           | Carlo IV di Borbone-Vendôme | Francesco I di Borbone-Vendôme |  |  |       |  |  |                    |  |  |                     |  |
|                       |                           | Carlo IV di Borbone-Vendôme | Maria di Lussemburgo-Saint-Pol |  |  |       |  |  |                    |  |  |                     |  |
| Margherita di Vendôme |                           | Carlo IV di Borbone-Vendôme |                                |  |  |       |  |  |                    |  |  |                     |  |
|                       |                           | Francesca d'Alençon         | Renato d'Alençon               |  |  |       |  |  |                    |  |  |                     |  |
|                       |                           | Francesca d'Alençon         | Renato d'Alençon               |  |  |       |  |  |                    |  |  |                     |  |
|                       |                           | Francesca d'Alençon         | Margherita di Lorena-Vaudémont |  |  |       |  |  |                    |  |  |                     |  |
|                       |                           | Francesca d'Alençon         |                                |  |  |       |  |  |                    |  |  |                     |  |